# ミルフィーユ

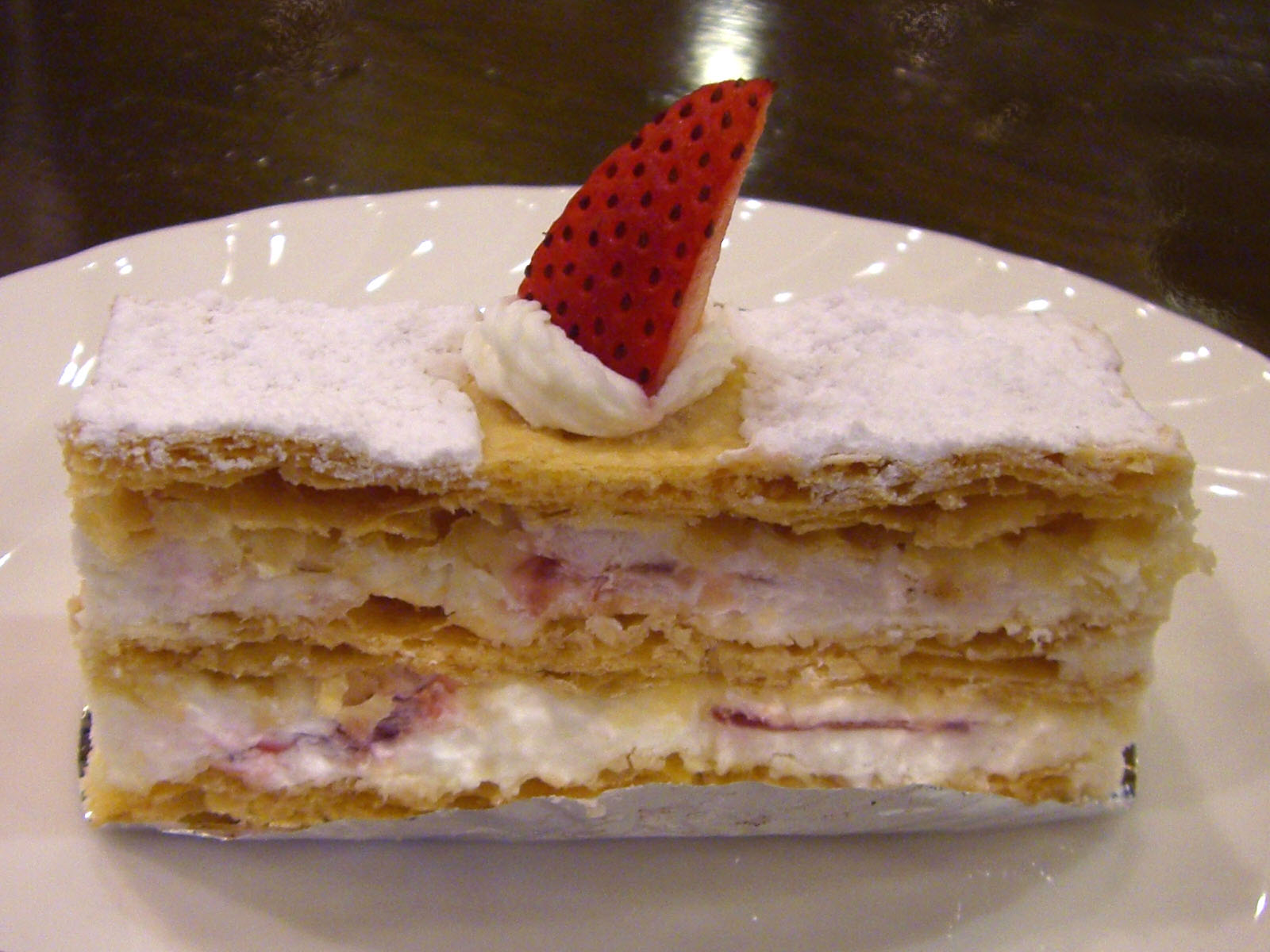
ミルフィーユ

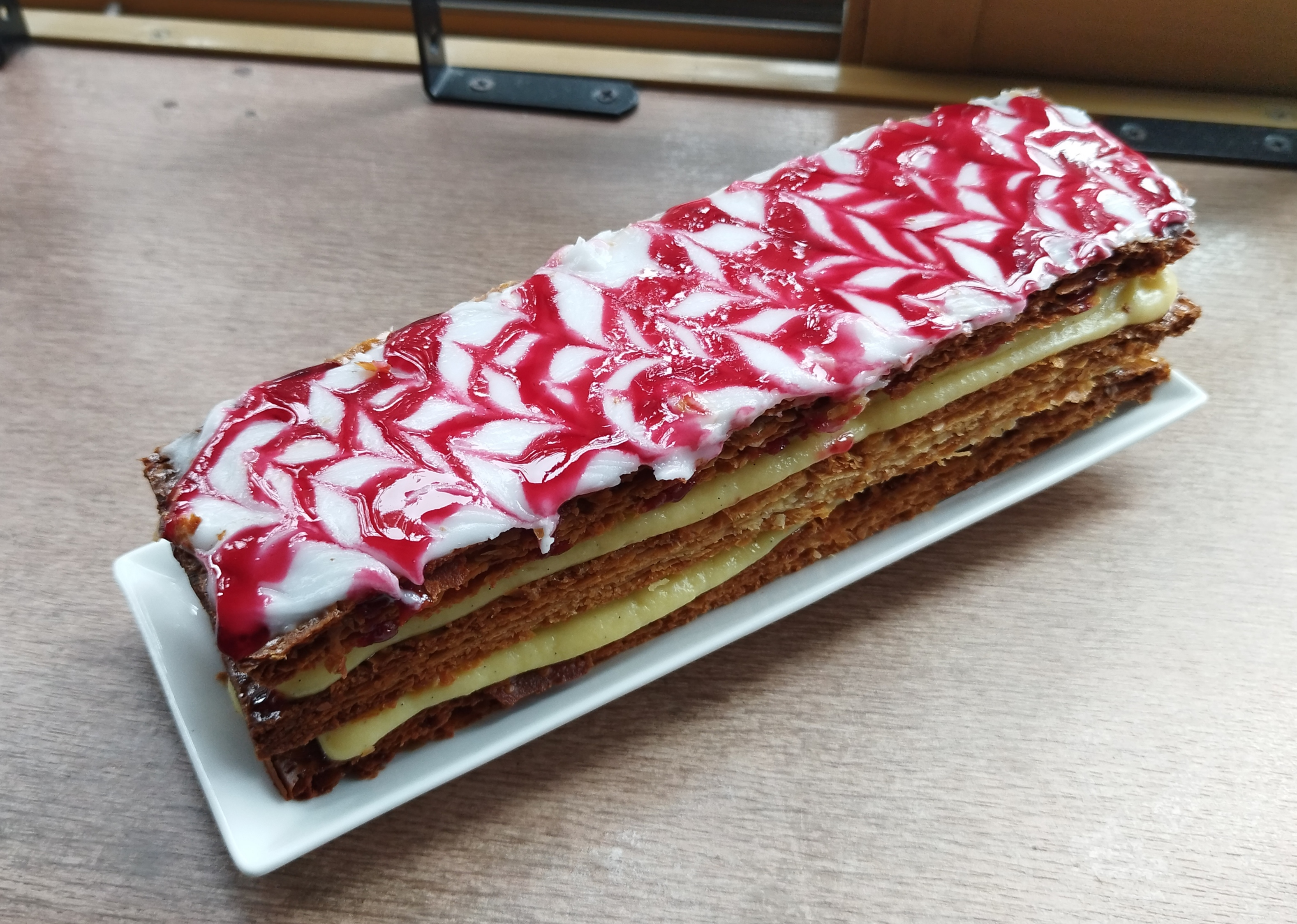
ミルフィーユ

ミルフィーユ、ミルフイユ、ミルフォイユ（フランス語: mille-feuille、millefeuille フランス語発音: [milfœj]）は、フランス発祥の菓子の一種。
本項では以下「ミルフィーユ」と記述する。

## 概要
ラルース百科事典では、「パート・フィユテをきれいに重ね、キルシュヴァッサー、ラム酒、またはバニラで香りづけしたカスタードクリームを挟み、粉砂糖かフォンダンで覆ったケーキ」とミルフィーユを説明している。
歴史ある菓子であり、形状や製法も様々なものがあるが、現代では3枚のフィユタージュまたはパート・フィユテと呼ばれるパイ生地にクリームをはさみ、表面に粉砂糖がまぶされたもの、あるいは糖衣がけされているものが基本とされている。
フランス語で「mille」は「1000」、「feuille」は「葉」の複数形、mille-feuilleを直訳すると「1000の葉」という意味になる。なお、日本語風に「ミルフィーユ」と発音するとmille-filleと聞こえることもあり、「1000人の娘」の意味に取られる。
ミルフィーユに使用されるパート・フィユテはデトランプと呼ばれる小麦粉の生地でバターを包んだものであるが、これを3つ折りにする。3つ折りにする作業を6回行うので、仕上がりは3の6乗で729層になる。折り重なった生地を焼くと、生地の間のバターが溶けて水蒸気が出ることで層が持ち上がって、サクサクとした薄い生地の層が出来上がる。この様子を「1000枚の葉」と例えたのである。

## 一般的な種類

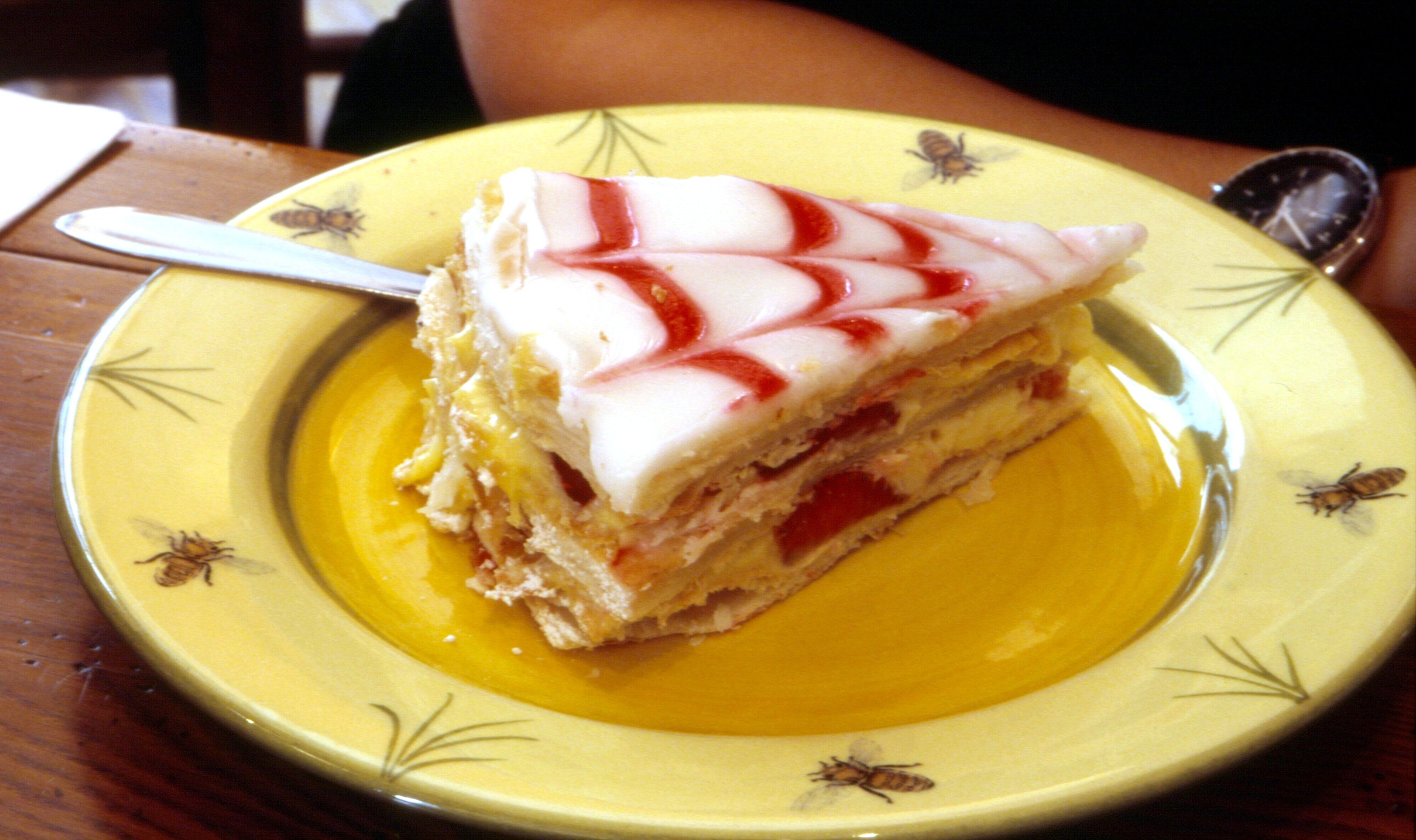
ミルフイユ・ロン

ミルフィーユ・ロン (mille-feuille rond)
丸い形状のミルフィーユ。側面にはカスタードクリームを塗り刻んだフィユタージュをまぶし、上面に粉砂糖をまぶしたもの。
ミルフィーユ・グラッセ (mille-feuille glacé)
糖衣がけにしたミルフィーユ。チョコレートで矢羽模様などを描き飾りとしているもの。
ミルフィーユ・ブラン (mille-feuille blanc)
3枚のフィユタージュ生地を用いる代わりに、中央の1枚をスポンジケーキ（ビスキュイあるいはジュノワーズ）に置き換えたもの。
ミルフィーユ・オ・フレーズ (mille-feuille aux fraises)
苺のミルフィーユ。ナポレオン・パイとも言われる。クリームだけでなく苺も挟みこんだもので、冷やして供される。
ミルフィーユに用いられるクリームとしてはカスタードクリームがよく知られているが、生クリームやバタークリームなども広く用いられている。またクリーム以外にも、アプリコットジャムやリンゴのコンポートなどが使われる場合もある。

### パイ菓子以外のミルフィーユ
薄切りの肉・魚や野菜を何層にも重ねた料理をミルフィーユまたはミルフィーユ仕立てと呼ぶことがある。

## 歴史
偉大なる古典といわれる菓子であり、1807年にはフランスの『食通年鑑』(Almanach des Gourmands) の食味鑑定委員会がミルフィーユを鑑定している。創造者は同時代の著名な菓子職人であり料理人であったアントナン・カレーム (Antonin Carême) だとも言われているが、彼自身も「起源は古いもの」と表現していた。一説によれば、アラブの古い菓子である「パータ・フィロ」が、7～8世紀のヨーロッパ侵攻の際フランスへ伝わり、その後いまの形まで進化した説、17世紀に画家として名を成したクロード・ロランが見習いパティシエであった頃考案したとの説、同じく17世紀にコンデ公のお抱え菓子職人フィエ (Feuillet) が考案したとの説もある。また、古代ローマ時代には薄いケーキやシートを蜂蜜とクリームまたはソフトチーズと一緒に重ね合わせたお菓子が存在し、現在のミルフィーユの遠い先駆けとも言える。
初期のミルフィーユは上面にするフィユタージュ生地に卵を塗り、粉砂糖をふりかけオーブンで焼き、表面をカラメル化するといった仕上げ方だったとも言われている。現代の製法に見られるような、上面への糖衣がけは1822年頃になって用いられ始めたもので、今日に至るまで職人が様々に工夫を凝らし続けている菓子でもある。
今日の形式のミルフィーユは、1867年にパリ7区バック通りに店を構えていた菓子職人アドルフ・スニョン（Adolphe Seugnot、アドルフ・セニョとも）が仕上げたとする説は、信憑性が高いとされている。

### ナポレオン（パイ）
日本では苺のミルフィーユを指して「ナポレオン」と呼ぶが、海外では「ナポレオン」を通常のミルフィーユの名称として使う。
例：フランス (Napoleon)、ロシア (Наполеон)、オーストリア (napoleon slice)、ポーランド (napoleonka)、スウェーデン (Napoleonbakelse)、香港（広東語拿破侖）、イラン（ペルシア語شیرینی ناپلئونی Nâpel'oni）等
語源は、アントナン・カレームが元はイタリアの都市であるナポリのパティシエにこのお菓子の開発を任せ、1800年代初頭に普及させたとされ、ナポリタンと称していたのが、フランスの皇帝として活躍したナポレオン・ボナパルトを連想させ、転じて広まったと考えられる。
日本における苺のミルフィーユ「ナポレオン」の名前の由来が、苺がナポレオンの帽子の形に似ている等という説は、あとから当てはめられたもので、そもそもミルフィーユ＝ナポレオンなのである。チェリーを用いたミルフィーユが「ナポレオンパイ」として最初は作られたのだが、サクランボは採れる時期が限られるため苺で代用し年間を通して提供できるようになり、今日ではナポレオンパイは苺、サクランボはチェリーパイと称するのが一般的である。

## 日本での広まり
幕末から明治にかけて、フランス人のサミュエル・ペールが横浜で洋菓子店を営んでおり、ミルフィーユが日本に伝わったのはその当時ではないかと考えられている。1870年（明治3年）、御所の饗宴用フランス菓子御用として出仕し、サミュエル・ペールの元で在官のままフランス菓子製造技術を学んだ村上光保が1874年（明治7年）にフランス菓子の製造と仕出しを行う村上開新堂を開業しており、同店では明治の後期にフランスの製法を研究し「ミルフェ」という商品名で販売も行っていた。

### 千葉県とミルフィーユ
ミルフイユが「千枚の葉」を意味することから、千葉県ではオランダ家と地元ラジオ局 bayfmと共同開発した「千葉ミルフィーユ」というお菓子が作られたり、施設に「ミルフィーユ」と名付けるなど、県名との類似を利用し地域振興につなげようとする試みもなされている。
なお、「千葉ミルフィーユ」は2019年3月をもって販売を終了した。

## 食べ方
ミルフィーユが立った状態で提供された場合、そのままナイフを入れると側面からクリームがはみ出してくることになる。そのため、ナイフとフォーク（またはスプーン）を使って手前に横倒しにして、ステーキ同様に左側から切り分けて食べる。